# 第八代德文郡公爵史賓賽·卡文迪許
第八代德文郡公爵史賓賽·康普頓·卡文迪許（英語：Spencer Compton Cavendish, 8th Duke of Devonshire，1833年7月23日—1908年3月24日），1891年繼承公爵爵位前稱為哈廷頓侯爵（Marquess of Hartington），是英國政治人物，自由統一黨的成員。在首相威廉·格萊斯頓任內先後擔任印度事務大臣（1880—1882）、陸軍大臣（1882—1885），1895年起擔任樞密院議長。